# Гонченков, Александр Анатольевич
Александр Анатольевич Гонченков (род. 4 апреля 1970, Львов) — советский трековый и украинский и российский профессиональный шоссейный велогонщик. Заслуженный мастер спорта СССР (1990). Чемпион мира в командной гонке преследования на треке 1990 года. Участник летних Олимпийских игр 1992 года. Бронзовый призёр чемпионата России 1997 года в шоссейной групповой гонке.
На Олимпийские игры 1996 года главный тренер олимпийской сборной России Виктор Капитонов Гонченкова не взял, несмотря на то, что ранее гонщику были предоставлены письменные гарантии участия. Причина была в неурегулированных отношениях с Украинской федерацией велоспорта. Из-за этого Гонченков снялся с Тур де Франс 1996.

## Спортивные достижения на треке
1990
- Чемпионат СССР, командная гонка преследования — 2-е место
- Чемпионат мира, командная гонка преследования — 1-е место

## Спортивные достижения на шоссе
| 1993 - Париж — Тур — 3-е место 1995 - Брабантсе Пейл — 2-е место 1996 - Милан — Сан-Ремо — 2-е место - Тиррено — Адриатико — 2-е место в общем зачёте - Тур Романдии — этап 4 и 2-е место в общем зачёте - Вуэльта Андалусии — 2-е место в общем зачёте | 1997 - Классика Сан-Себастьяна — 2-е место - Гран-при города Камайоре - Тур Средиземноморья — этап 5 - Чемпионат России, групповая гонка — 3-е место - Джиро дель Эмилия 1998 - Четыре дня Дюнкерка — этап 3а 1999 - Джиро дель Трентино — этап 4 |